# Svartörad trast
Svartörad trast (Geokichla camaronensis) är en fågel i familjen trastar inom ordningen tättingar. Den förekommer i låglänta skogar i Centralafrika. Fågeln minskar i antal, men beståndet anses vara livskraftigt.

## Utseende och läte
Svartörad trast är en rätt liten trast med varierande utseende. Undersidan är orange- eller roströd och ryggen rostbrun. På vingarna syns dubbla vita vingband och i ansiktet två vertikala streck. Fåglar i västra delen av utbredningsområdet är varmare färgade än de i östra delen. Andra Geokichla-trastar har enbart ett vertikalt streck förutom gråbrun trast som är en tydligt större och ljusare art med mer utvattnat utseende i ansiktet och på bröstet. Sången har inte beskrivits. Varningslätet är ett för trastar typiskt ljust "ssreee".

## Utbredning och systematik
Svartörad trast delas in i två underarter med följande utbredning:
- Geokichla camaronensis camaronensis – förekommer i låglänta skogar i Kamerun och Gabon
- Geokichla camaronensis graueri – förekommer i låglänta skogar i nordöstra Demokratiska republiken Kongo och västra Uganda

### Släktestillhörighet
Tidigare placerades arten i släktet Zoothera, men flera DNA-studier visar att den tillhör en grupp trastar som står närmare bland andra trastarna i Turdus. Dessa har därför lyfts ut till ett eget släkte, Geokichla.

## Levnadssätt
Svartörad trast hittas i skogsområden i lågland och lägre bergstrakter. Den ses i par och är både skygg och sällsynt.

## Status och hot
Arten har ett stort utbredningsområde, men tros minska i antal, dock inte tillräckligt kraftigt för att den ska betraktas som hotad. Internationella naturvårdsunionen IUCN listar arten som livskraftig (LC).